# Манолов, Эмануил
Эмануи́л Ивано́в Мано́лов (болг. Емануил Иванов Манолов; 7 января 1860 года, Габрово, Болгария — 2 февраля 1902 года, Казанлык, Болгария) — болгарский композитор, хоровой дирижёр и педагог.

## Биография
В 1881—1883 годах учился в Московской консерватории у Фёдора Гедике (фортепиано) и Людвига Альбрехта (сольфеджио), изучал также флейту и гармонию. В 1885 году вернулся в Болгарию, где работал в разных городах: Софии, Станимаке (ныне Асеновград), Пловдиве, а с 1899 года — в Казанлыке. В сферу его профессиональной деятельности вошли: преподавание, игра на флейте в оркестре, редактирование музыкального журнала, руководство хорами и духовыми оркестрами. Он также был первым болгарским хоровым дирижёром и военным капельмейстером, одним из основоположников болгарской композиторской школы и болгарской профессиональной музыки. Автор первой болгарской оперы «Нищая» (по мотивам стихотворения Ивана Вазова, не окончена, но поставлена в 1900 году). Занимался обработкой народных песен, сам написал ряд популярных произведений, в том числе для хора.
Сын Христо Манолов (1900—1953), как и внук Здравко Манолов (1925—1983) — композиторы.

## Песни
- «Гимн его величества царя Болгарии»
- «Рабочий марш» (на слова Георгия Киркова)
- «Учительский марш»
- «Что за девушку вижу»
- «Повей, повей»
- «Народный букет»